# South Bronx (singolo)
South Bronx è un brano musicale hip hop del gruppo rap Boogie Down Productions, pubblicato nel 1986 come singolo (lato B The P Is Free) dalla B-Boy Records, e successivamente incluso nell'album Criminal Minded del 1987. Si tratta di una canzone-inno all'omonimo distretto di New York.

## Descrizione
Il pezzo venne prodotto da Ced Gee, DJ Scott La Rock e KRS-One, e contiene un dissing nei confronti di MC Shan in risposta alla sua The Bridge e accese la rivalità contro  la Juice Crew su quale fosse stata la vera "culla" dell'hip hop. Nel testo è esplicito l'attacco a MC Shan:
So you think that hip-hop had its start out in Queensbridge,

If you popped that junk up in the Bronx you might not live»
Quindi pensi che l'hip hop sia iniziato nel Queensbridge

Se avessi tirato fuori questa cazzata nel Bronx potresti non essere vivo»
(South Bronx, Boogie Down Productions)
MC Shan era stato sotto contratto con la MCA Records. Tuttavia, egli lasciò l'etichetta dopo aver pubblicato il singolo Feed the World, passato quasi del tutto inosservato.
KRS-one raccontò che DJ Red Alert suonò la canzone per tre volte di fila in un vicolo del Bronx e che i passanti erano molto entusiasti. La canzone ha avuto un'influenza sul genere new jack swing.
Il brano contiene campionamenti tratti da Get Up Offa That Thing, Rebel Without a Pause, Funky Drummer e Get Up, Get Into It, Get Involved.
La rivista Complex indicò la canzone al quindicesimo posto nella classifica delle 50 migliori diss song hip hop di sempre.